# Omobono Tucenghi

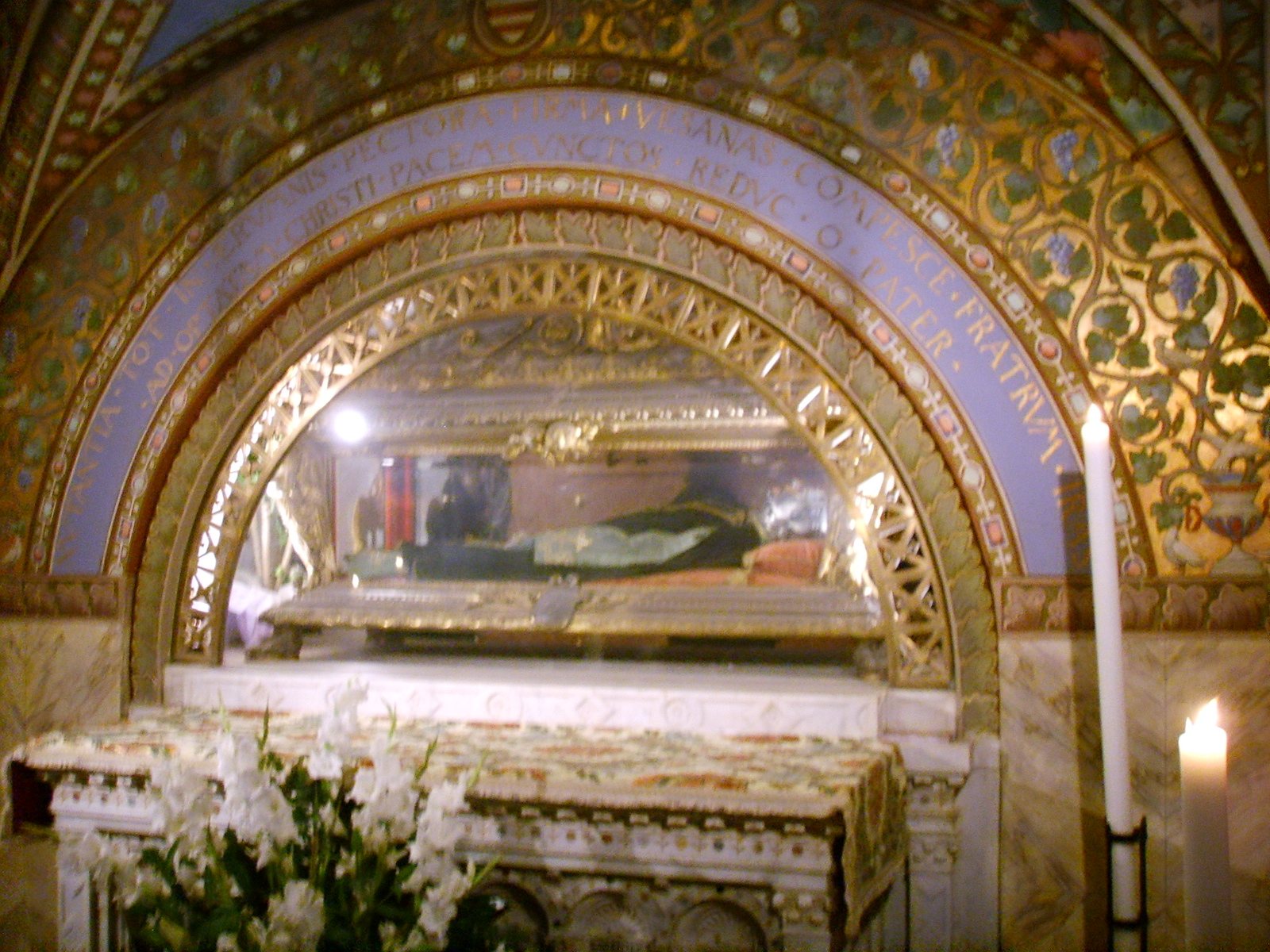
Sepolcro nel Duomo di Cremona

Omobono Tucenghi (Cremona, prima metà del XII secolo – Cremona, 13 novembre 1197) fu un mercante cremonese, pio e caritatevole, proclamato santo da papa Innocenzo III nel 1199.

## Biografia
Sant'Omobono condusse la sua vita tra il commercio, l'impegno politico e l'aiuto ai poveri. Ben presto divenne un cittadino molto popolare e amato. Morì improvvisamente un giorno d'autunno durante la Messa a cui partecipava nella chiesa di sant'Egidio (oggi intitolata allo stesso S.Omobono), mentre recitava il Gloria.
Omobono Tucenghi fu un uomo che, senza privilegi di nascita o prestigio di funzioni, divenne quasi leggendario per levatura e bontà dello spirito. Era figlio di un sarto e divenne un abile mercante di lana e tessuti, una tra le principali attività commerciali di Cremona nel Medioevo. Si sposò; secondo alcune fonti non ebbe figli, secondo altre ne ebbe due o più. Omobono e la sua famiglia accumularono un ingente patrimonio con il loro commercio, in quell'epoca di vitalità straordinaria in cui tante città italiane passarono all'autogoverno.
La sua nobiltà d'animo lo portava a usare il denaro guadagnato col commercio per la carità. Non lasciò scritti e nemmeno discorsi, ma attraverso la tradizione orale ci giunge la sua chiara disposizione nei confronti del denaro guadagnato: su di esso avevano precisi diritti i poveri. I soldi erano mezzi d'intervento per soccorrere la miseria. La sua generosità divenne proverbiale, tanto che a Cremona è rimasto il detto «Non ho mica la borsa di sant'Omobono» per rifiutare eccessive richieste di denaro.
In tempi di continue lotte intestine e conflitti tra città (Cremona, nel conflitto tra Comuni e Impero, era schierata dalla parte imperiale) si ricorse alla sua autorità per arginare la violenza. Omobono contribuì con la parola a rendere più vivibile la propria città, di cui si fece portavoce autorevole.
Morì la mattina del 13 novembre 1197 mentre stava recitando il Gloria all'interno dell'allora Chiesa di Sant'Egidio, che inizialmente ospitò le sue salme e nel 1363 in suo onore cambiò denominazione in Chiesa dei Santi Omobono ed Egidio. Presto si diffusero notizie di miracoli da lui compiuti. Altrettanto rapidamente iniziarono pellegrinaggi alla sua tomba, che convinsero addirittura il vescovo Sicardo e una rappresentanza cittadina a rivolgersi a papa Innocenzo III (questa venne interrogata dal pontefice in persona), che canonizzò Omobono già il 13 gennaio 1199 con la bolla Quia pietas, nella quale lo definì pacificus vir, a meno di due anni dalla morte.
Sembra che Omobono sia stato il primo laico italiano della storia a essere canonizzato da un papa. Tra i laici non italiani già canonizzati prima di lui citiamo a titolo di esempio santo Stefano, re d'Ungheria, canonizzato nel 1083 da papa Gregorio VII (anche se la celebrazione fu materialmente eseguita da un suo delegato).

## Culto
Fu proclamato patrono cittadino dal Consiglio generale di Cremona nel 1643. Sant'Omobono è venerato anche come protettore dei sarti e dei mercanti.
Intorno al 1698 è stato proclamato co-protettore della città di Modena essendosi miracolosamente interrotta proprio il giorno del suo calendario una grave  pestilenza per la quale era stata chiesta l'intercessione alla Madonna della Ghiara.

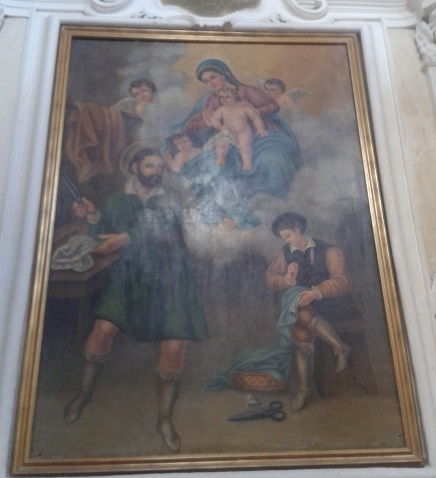
S. Omobono sarto - Leonessa - Chiesa di San Pietro - sec. XX

La prima traslazione di reliquie del santo, dalla chiesa di Sant'Egidio al Duomo, ebbe luogo nel giugno 1202 per iniziativa del vescovo Sicardo. Il suo corpo è tuttora custodito nella cripta della cattedrale di Cremona.
Federico Caudana ha scritto un inno in suo onore, O Padre che vegli.
Una sua reliquia è custodita dal gennaio 2016 nella chiesa a lui intitolata nel centro storico di Catanzaro.

## Intitolazioni
- Chiesa dei Santi Omobono ed Egidio, a Cremona, che contiene due statue a lui dedicate: una prima sulla facciata, realizzata poco dopo la sua morte, e una seconda di fattura seicentesca riposta all'interno della chiesa
- Chiesa di Sant'Omobono, a Roma ai piedi del Campidoglio.
- Chiesa di Sant'Omobono, a Catanzaro.
- Comune di Sant'Omobono Terme, provincia di Bergamo.
- Chiesa di Sant'Omobono, a Mazzoleni, frazione di Sant'Omobono Terme.
- Venerabile Confraternita dei Santi Oliva e Omobono dei Maestri Sarti, fondata nel 1485 a Palermo, avente sede presso la Chiesa Parrocchiale San Francesco di Paola. Ogni anno vi si celebra la festa il 13 e 14 Novembre con appuntamenti liturgici e l'esposizione dell'antica e artistica tela patronale di Sant'Omobono.